# Michał Gajownik
Michał Gajownik, född den 15 december 1981 i Chrzanów, Polen, död 13 november 2009, var en polsk kanotist.
Han tog bland annat VM-guld i C-4 1000 meter i samband med sprintvärldsmästerskapen i kanotsport 2002 i Sevilla.